# Qeré i ketiv
Qeré i ketiv, de l'arameu qere o q're, קְרֵי ("[què es] llegeix") i ketiv, כְּתִיב ("[què està] escrit"), es refereix a un sistema per marcar les diferències entre el que està escrit en el text consonàntic de la Bíblia hebrea, tal com es conserva per la tradició escriba, i el que es llegeix. En aquestes situacions, el qeré és el dispositiu ortogràfic tècnic utilitzat per indicar la pronunciació de les paraules en el text masorètic de les escriptures, mentre que el ketiv indica la seva forma escrita, heretada de la tradició.